# Microgaster eupolis
Microgaster eupolis är en stekelart som beskrevs av Nixon 1968. Microgaster eupolis ingår i släktet Microgaster och familjen bracksteklar. Inga underarter finns listade i Catalogue of Life.